# Perga mayrii
Perga mayrii – gatunek błonkówki z rodziny Pergidae.

## Taksonomia
Gatunek ten został opisany w 1880 roku przez Johna Westwooda. Jako miejsce typowe podano okolice australijskiej Rzeki Łabędzia. Syntypem była samica. W 1882 W. F. Kirby opisał ten sam gatunek pod nazwą Perga bisecta (miej. typ. pł.-zach. wybrzeże australii, holotypem była samica). Nazwy te zostały zsynonimizowane w 1919 roku przez F. Morice’a.

## Zasięg występowania
Australia, występuje w stanie Australia Zachodnia.